# Liste der Biografien/Kaw
Liste der Biografien |
Portal Biografien |
Personensuche
# |
A |
B |
C |
D |
E |
F |
G |
H |
I |
J |
K |
L |
M |
N |
O |
P |
Q |
R |
S |
T |
U |
V |
W |
X |
Y |
Z |
?
 
Ka |
Kb |
Kc |
Kd |
Ke |
Kf |
Kg |
Kh |
Ki |
Kj |
Kl |
Km |
Kn |
Ko |
Kp |
Kr |
Ks |
Kt |
Ku |
Kv |
Kw |
Ky |
Kx |
Kz
 
Kaa–Kag |
Kah |
Kai |
Kaj |
Kak |
Kal |
Kam |
Kan |
Kao |
Kap |
Kar |
Kas |
Kat |
Kau |
Kav |
Kaw |
Kay |
Kaz
Die Liste der Biografien führt alle Personen auf, die in der deutschsprachigen Wikipedia einen Artikel haben. Dieses ist eine Teilliste mit 365 Einträgen von Personen, deren Namen mit den Buchstaben „Kaw“ beginnt.

## Kaw

### Kawa
- Kawa, Eduard (* 1978), ukrainischer römisch-katholischer Ordensgeistlicher, Bischof von Kamjanez-Podilskyj
- Kawa, Franciszek (1901–1985), polnischer Skilangläufer und Leichtathlet
- Kawa, Katarzyna (* 1992), polnische Tennisspielerin

#### Kawab
- Kawab, Prinz der altägyptischen 4. Dynastie
- Kawabata, Bōsha (1897–1941), japanischer Haiku-Dichter
- Kawabata, Emi (* 1970), japanische Skirennläuferin
- Kawabata, Gyokushō (1842–1913), japanischer Maler
- Kawabata, Kaitō (* 1998), japanischer Sprinter
- Kawabata, Kazuya (* 1981), japanischer Fußballspieler
- Kawabata, Ryūshi (1885–1966), japanischer Maler
- Kawabata, Satoshi (* 1970), japanischer Poolbillardspieler
- Kawabata, Takafumi (* 1954), japanischer Skispringer
- Kawabata, Tamio (1947–2000), japanischer Jazzmusiker
- Kawabata, Tatsuo (* 1945), japanischer Politiker
- Kawabata, Tomoyuki (* 1985), japanischer Bahnradsportler
- Kawabata, Yasunari (1899–1972), japanischer Schriftsteller und LiteraturnobelpreisträgerKawabata Yasunari (1899–1972)

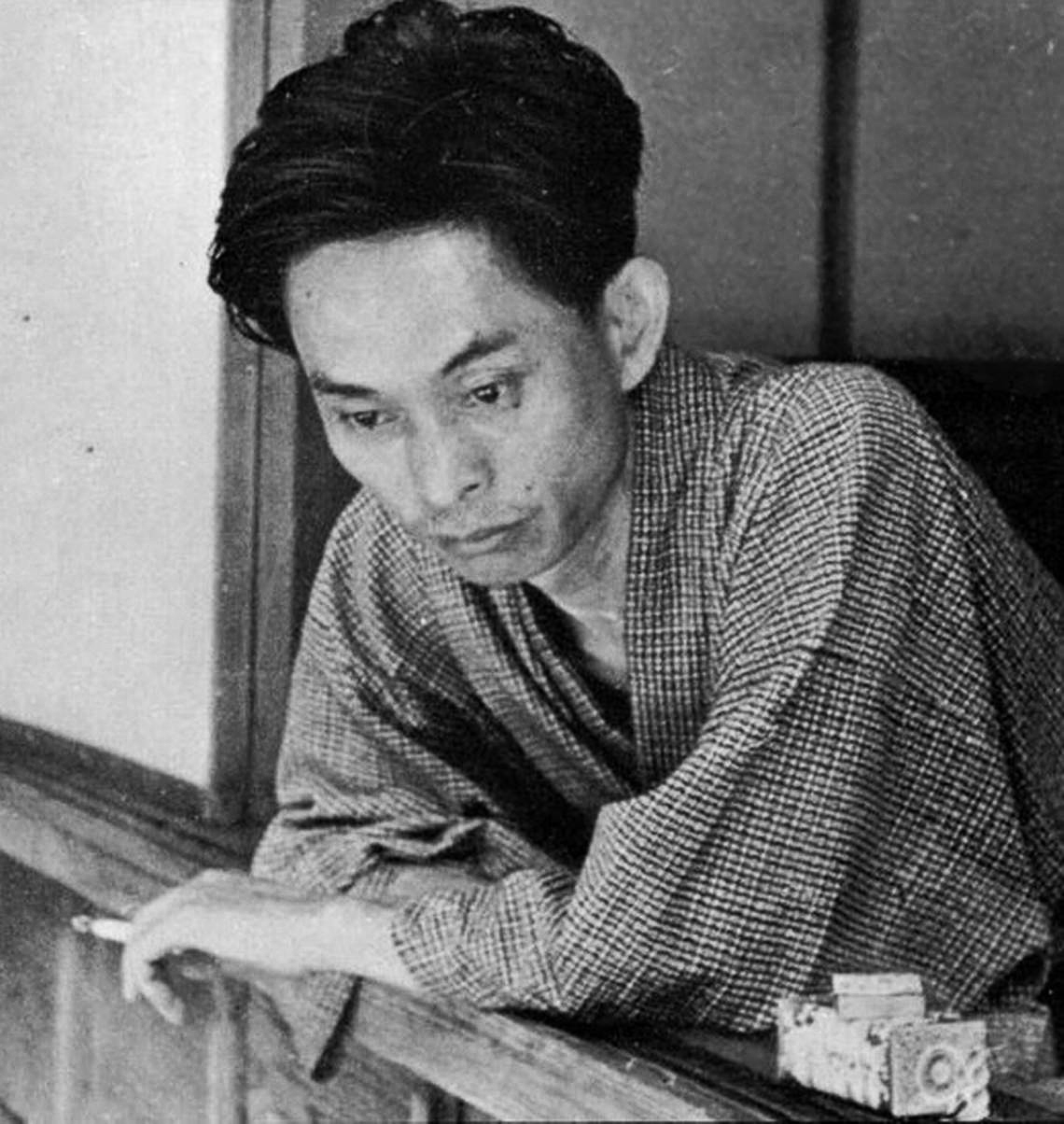
Kawabata Yasunari (1899–1972)

- Kawabe, Chieco (* 1987), japanische Sängerin, Model, Radiomoderatorin und Schauspielerin
- Kawabe, Hayao (* 1995), japanischer Fußballspieler
- Kawabe, Mana (* 2004), japanische Eiskunstläuferin
- Kawabe, Masakazu (1886–1965), japanischer General
- Kawabe, Miho (* 1974), japanische Synchronschwimmerin
- Kawabe, Shuntarō (* 1996), japanischer Fußballspieler
- Kawabe, Torashirō (1890–1960), Generalleutnant der kaiserlich japanischen Armee
- Kawabe, Yūki (* 1987), japanischer Fußballspieler
- Kawabuchi, Saburō (* 1936), japanischer Fußballspieler, -trainer und -funktionär

#### Kawac
- Kawac Makwei († 2017), Rebellenführer im Süden des Sudan
- Kawachi, Katsuyuki (* 1955), japanischer Fußballspieler und -trainer
- Kawachi, Koki (* 2000), japanischer Fußballspieler
- Kawachi, Masatsugu (* 1985), japanischer Boxer
- Kawachi, Tsuyoshi (* 1945), japanischer Radrennfahrer
- Kawaczynski, Friedrich Wilhelm von (1806–1876), deutscher Sänger (Tenor), Theaterschauspieler, Bibliothekar und Schriftsteller
- Kawaczynski, Henriette Louise von (1790–1864), deutsche Kinderdarstellerin, Tänzerin und Theaterschauspielerin
- Kawaczynski, Max von (1860–1912), deutscher Medailleur

#### Kawad
- Kawada, Jun (1882–1966), japanischer Lyriker und Wirtschaftsmanager
- Kawada, Junzō (1934–2024), japanischer Kulturanthropologe
- Kawada, Kikuji (* 1933), japanischer Fotograf
- Kawada, Nobushige (* 1970), japanischer Fußballspieler
- Kawadarkow, Kiril (1943–2025), bulgarischer Schauspieler

#### Kawag
- Kawagishi, Nana (* 2000), japanische Tennisspielerin
- Kawagishi, Yūsuke (* 1992), japanischer Fußballspieler
- Kawagoe, Sergei Sirowitsch (1953–2008), sowjetischer Rockmusiker japanischer Abstammung
- Kawaguchi Matsutarō (1899–1985), japanischer Schriftsteller
- Kawaguchi, Akira (* 1967), japanischer Fußballspieler
- Kawaguchi, Akitsugu (1902–1984), japanischer Mathematiker
- Kawaguchi, Ekai (1866–1945), japanischer buddhistischer Mönch und Tibet-Forscher
- Kawaguchi, Fumio (* 1940), japanischer Energiewirtschaftler und Honorarkonsul der Bundesrepublik Deutschland
- Kawaguchi, George (1927–2003), japanischer Jazzmusiker
- Kawaguchi, Jōji (* 1974), japanischer Skirennläufer
- Kawaguchi, Kaiji (* 1948), japanischer Manga-Zeichner
- Kawaguchi, Keishi (* 1979), japanischer Badmintonspieler
- Kawaguchi, Kigai (1892–1966), japanischer Maler
- Kawaguchi, Kirika (* 1976), japanische Badmintonspielerin
- Kawaguchi, Kiyotake (1892–1961), japanischer General
- Kawaguchi, Masato (* 1981), japanischer Fußballspieler
- Kawaguchi, Momoka (* 1998), japanische Langstreckenläuferin
- Kawaguchi, Naoki (* 1994), japanischer Fußballspieler
- Kawaguchi, Natsumi (* 2002), japanische Tennisspielerin
- Kawaguchi, Nobuo (* 1975), japanischer Fußballspieler
- Kawaguchi, Shin’ichi (* 1977), japanischer Fußballspieler
- Kawaguchi, Taichi (* 1995), japanischer Volleyballspieler
- Kawaguchi, Takao (* 1950), japanischer Judoka
- Kawaguchi, Takuya (* 1978), japanischer Fußballspieler
- Kawaguchi, Urara (* 2000), japanische Radrennfahrerin
- Kawaguchi, Yoichiro (* 1952), japanischer Programmierer, Forscher und Autor
- Kawaguchi, Yoriko (* 1941), japanische Politikerin
- Kawaguchi, Yoshikatsu (* 1975), japanischer Fußballtorwart
- Kawaguchi, Yui, japanische Tänzerin und Choreographin
- Kawaguti, Juko (* 1981), japanisch-russische Eiskunstläuferin

#### Kawah
- Kawahara, Kazuhisa (* 1987), japanischer Fußballspieler
- Kawahara, Keiga (* 1786), japanischer Maler
- Kawahara, Masayuki (* 1956), japanischer Eisschnellläufer
- Kawahara, Reki (* 1974), japanischer Schriftsteller
- Kawahara, Shūgō (* 1980), japanischer Fußballspieler
- Kawahara, Sō (* 1998), japanischer Fußballspieler
- Kawahara, Tatsuya (* 1985), japanischer Fußballspieler
- Kawaharazuka, Takeshi (* 1975), japanischer Fußballspieler
- Kawahigashi, Hekigotō (1873–1937), japanischer Haikuist und Essayist
- Kawahira, Makoto (* 1971), japanischer Eishockeyspieler und -trainer

#### Kawai
- Kawai Jittaro (1865–1945), japanischer Mathematiker
- Kawai, Ayumu (* 1999), japanischer Fußballspieler
- Kawai, Carlos (* 1969), brasilianischer Tischtennisspieler
- Kawai, Eijirō (1891–1944), japanischer Verfechter einer sozialliberalen Gesellschaftsordnung
- Kawai, Eri (1965–2008), japanische Singer-Songwriterin, Arrangeurin und Sprecherin
- Kawai, Gyokudō (1873–1957), japanischer Maler
- Kawai, Hayao (1928–2007), japanischer Tiefenpsychologe, Autor, Hochschullehrer
- Kawai, Kanjirō (1890–1966), japanischer Töpfer und Verfasser von Büchern zur Töpferei
- Kawai, Kenji (* 1957), japanischer KomponistKenji Kawai (* 1957)

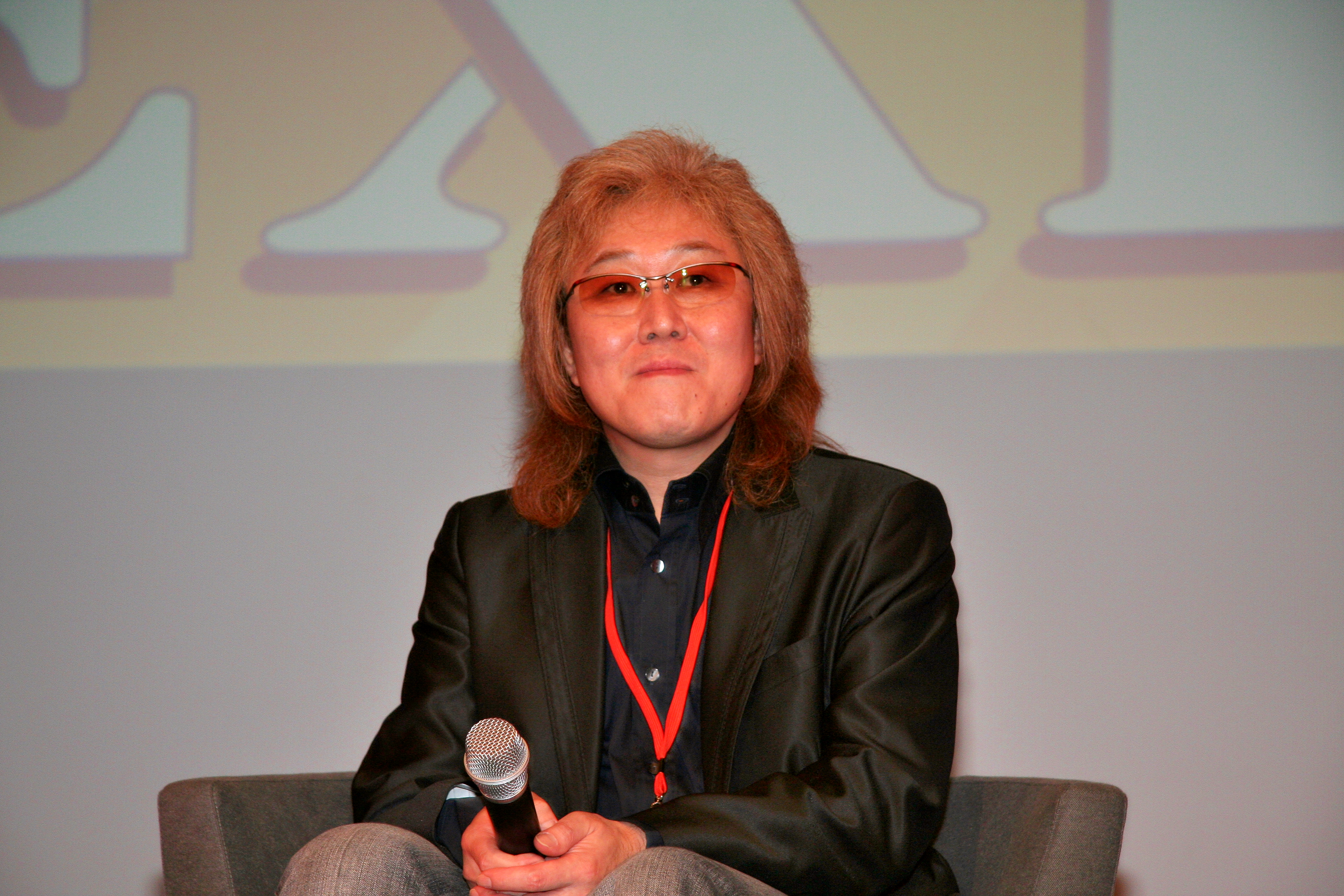
Kenji Kawai (* 1957)

- Kawai, Kenta (* 1981), japanischer Fußballspieler
- Kawai, Kōichi (* 1979), japanischer Fußballspieler
- Kawai, Maki (* 1956), japanische Chemikerin und Hochschullehrerin
- Kawai, Michi (1877–1953), japanische Pädagogin und christlich engagiert
- Kawai, Miyabi (* 1974), deutsche Modedesignerin
- Kawai, Risako (* 1994), japanische Ringerin
- Kawai, Ryōichi (* 1940), japanischer Jazzmusiker (Klarinette)
- Kawai, Ryūichi (* 1983), japanischer Eishockeyspieler
- Kawai, Ryūji (* 1978), japanischer Fußballspieler
- Kawai, Shūto (* 1993), japanischer Fußballspieler
- Kawai, Sora (1649–1710), japanischer Haiku-Dichter
- Kawai, Suimei (1874–1965), japanischer Dichter
- Kawai, Takahiro (* 1945), japanischer Mathematiker
- Kawai, Takayasu (* 1977), japanischer Fußballspieler
- Kawai, Takuma (* 1988), japanischer Eishockeyspieler
- Kawai, Tetta (* 2000), japanischer Fußballspieler
- Kawai, Tokumo (* 2007), japanischer Fußballspieler
- Kawai, Toshiki, japanischer Manager
- Kawai, Tsugunosuke (1827–1868), japanischer Samurai
- Kawai, Yoshinari (1886–1970), japanischer Unternehmer und Politiker
- Kawai, Yōsuke (* 1989), japanischer Fußballspieler
- Kawai, Yukako (* 1997), japanische Ringerin
- Kawai, Yūmi (* 2000), japanische Schauspielerin
- Kawaishi, Mikinosuke (1899–1969), japanischer Jiu Jitsu- und Judoprofessor, Pionier des Jiu Jitsu und Jūdō in Frankreich
- Kawaishi, Tatsugo (1911–1945), japanischer Schwimmer

#### Kawaj
- Kawaji, Ryūkō (1888–1959), japanischer Lyriker
- Kawaji, Toshiakira (1801–1868), japanischer Beamter
- Kawaji, Toshiatsu (1856–1925), japanischer höherer Beamter
- Kawaji, Toshiyoshi (1834–1879), japanischer Samurai, Modernisierer der japanischen Polizei
- Kawajiri, Yoshiaki (* 1950), japanischer Anime-Regisseur

#### Kawak
- Kawakami, Bizan (1869–1908), japanischer Schriftsteller
- Kawakami, Chie Edoojon (* 1998), japanischer Fußballspieler
- Kawakami, Gen’ichi (1912–2002), japanischer Unternehmer
- Kawakami, Hajime (1879–1946), japanischer Wirtschaftswissenschaftler
- Kawakami, Hiromi (* 1958), japanische Schriftstellerin
- Kawakami, Jōtarō (1889–1965), japanischer Politiker
- Kawakami, Kazuto (* 1973), japanischer Ökologe
- Kawakami, Kenshin (* 1975), japanischer Baseballspieler
- Kawakami, Kikuko (1904–1985), japanische Schriftstellerin
- Kawakami, Kotatsu (* 2002), japanischer Fußballspieler
- Kawakami, Meikon (* 2002), japanisch-brasilianischer Motorradrennfahrer
- Kawakami, Mieko (* 1976), japanische Sängerin und SchriftstellerinMieko Kawakami (* 1976)

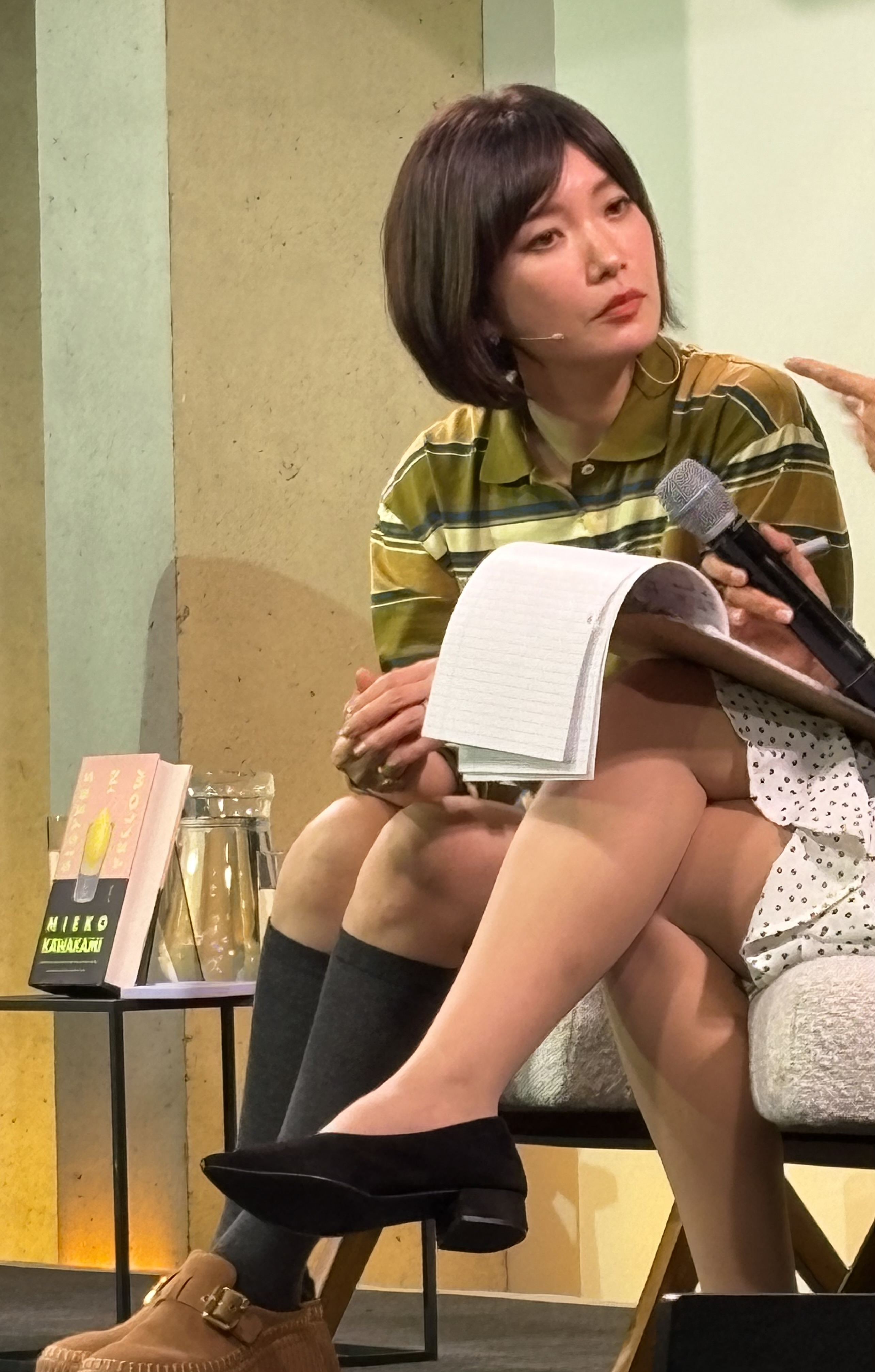
Mieko Kawakami (* 1976)

- Kawakami, Naoko (* 1977), japanische Fußballspielerin
- Kawakami, Nobuo (* 1947), japanischer Fußballspieler
- Kawakami, Norihiro (* 1987), japanischer Fußballspieler
- Kawakami, Osamu, japanischer Studio- und Jazzmusiker (Kontrabass)
- Kawakami, Otojirō (1864–1911), japanischer Schauspieler
- Kawakami, Richard (1931–1987), US-amerikanischer Politiker
- Kawakami, Ryū (* 1994), japanischer Fußballspieler
- Kawakami, Sadayakko (1871–1946), japanische Schauspielerin und Tänzerin
- Kawakami, Santarō (1891–1968), japanischer Senryū-Dichter
- Kawakami, Seiji (* 1995), japanischer Fußballspieler
- Kawakami, Shōhei (* 1997), japanischer Fußballspieler
- Kawakami, Sōroku (1848–1899), japanischer General
- Kawakami, Sumio (1895–1972), japanischer Holzschnittkünstler
- Kawakami, Tetsutarō (1902–1980), japanischer Schriftsteller
- Kawakami, Tōgai (1828–1881), japanischer Maler
- Kawakami, Tomoko (1970–2011), japanische Synchronsprecherin (Seiyū)
- Kawakami, Ton (* 2000), japanisch-brasilianischer Motorradrennfahrer
- Kawakami, Yūki (* 1997), japanischer Fußballspieler
- Kawakatsu, Heita (* 1948), japanischer Politiker
- Kawakatsu, Hiroyasu (* 1975), japanischer Fußballspieler
- Kawakatsu, Masaharu (* 1929), japanischer Zoologe
- Kawakatsu, Ryōichi (* 1958), japanischer Fußballspieler und -trainer
- Kawākibī, ʿAbd ar-Rahmān al- (1855–1902), syrischer islamischer Theologe und Publizist
- Kawakita, Nagamasa (1903–1981), japanischer Importeur und Verleiher von Kinofilmen
- Kawakita, Naohiro (* 1980), japanischer Hürdenläufer
- Kawakita, Yūsuke (* 1978), japanischer Fußballspieler
- Kawakubo, Nobuzane († 1575), japanischer Samurai
- Kawakubo, Rei (* 1942), japanische Haute-Couture-Modedesignerin

#### Kawal
- Kawałek-Plewniak, Natalia (* 1987), polnische Opernsängerin (Mezzosopran)
- Kawalenow, Strachil (* 1966), bulgarischer Geistlicher, römisch-katholischer Bischof von Nicopolis
- Kawaleridse, Iwan (1887–1978), ukrainisch-sowjetischer Bildhauer, Filmemacher, Filmregisseur, Dramatiker und Drehbuchautor
- Kawalerowicz, Jerzy (1922–2007), polnischer Filmregisseur und Politiker, Mitglied des SejmJerzy Kawalerowicz (1922–2007)

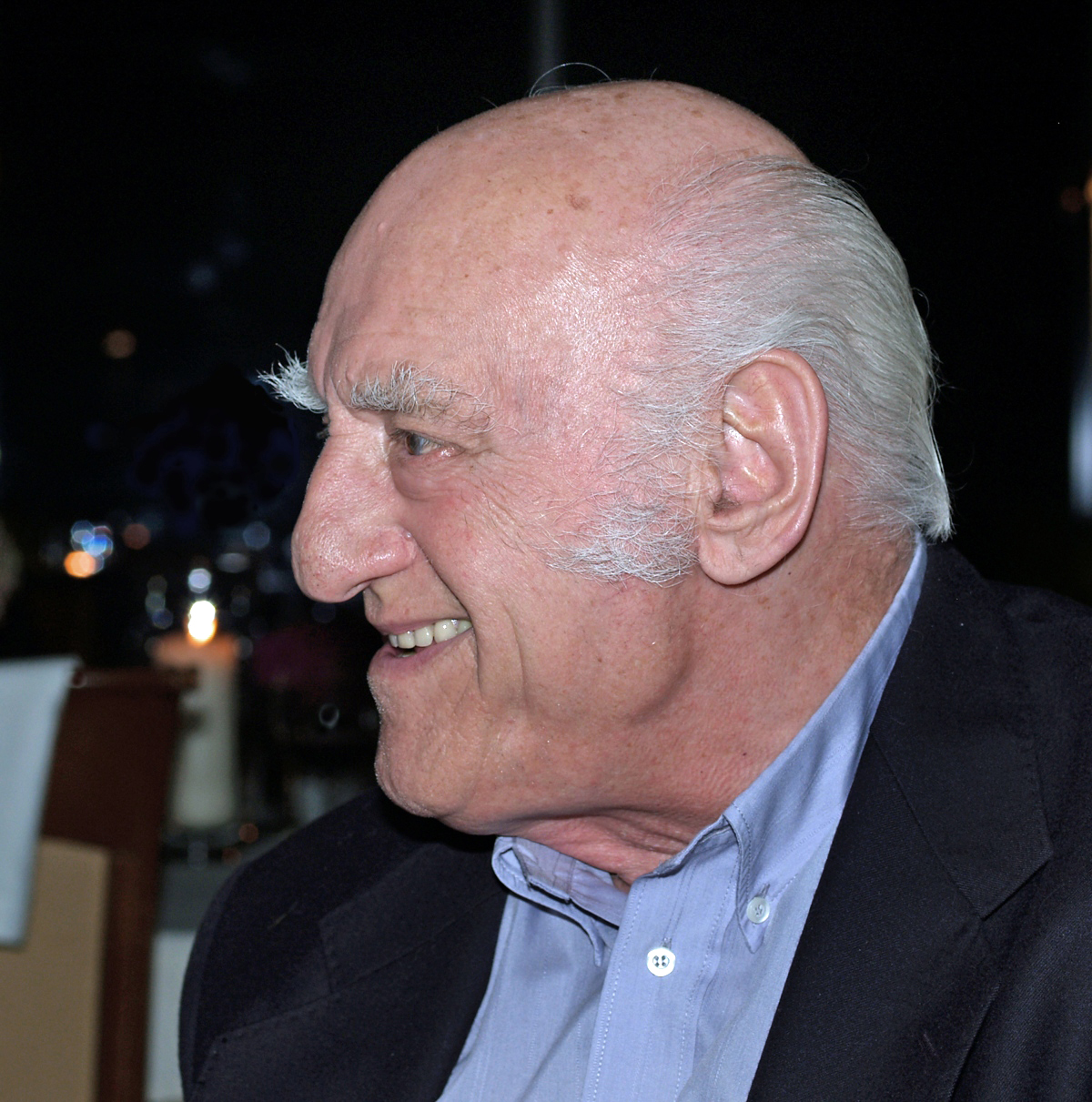
Jerzy Kawalerowicz (1922–2007)

- Kawaljou, Andrej (* 1961), belarussischer Schachspieler und -trainer
- Kawaljou, Andrej (* 1966), belarussischer Eishockeyspieler
- Kawaljou, Juryj (* 1993), belarussischer Fußballspieler
- Kawaljou, Uladsislau (* 1994), belarussischer Schachspieler
- Kawalkowa, Wolha (* 1984), belarussische Juristin und Oppositionelle
- Kawalla, Rudolf (* 1952), deutscher Ingenieurwissenschaftler
- Kawalla, Szymon (* 1949), polnischer Komponist, Dirigent, Geiger und Musikpädagoge

#### Kawam
- Kawamae, Naoki (* 1982), japanischer Badmintonspieler
- Kawamae, Rikiya (* 1971), japanischer Fußballspieler
- Kawamaru, Shin, japanische Comiczeichnerin
- Kawamata, Katsuji (1905–1986), japanischer Unternehmer
- Kawamata, Kengo (* 1989), japanischer Fußballspieler
- Kawamata, Shin’ichirō (* 1989), japanischer Fußballspieler
- Kawamata, Tadashi (* 1953), japanischer Bildhauer und Fotograf
- Kawamata, Yūjirō (* 1952), japanischer Mathematiker
- Kawamori, Yoshizō (1902–2000), japanischer Literaturkritiker und Übersetzer
- Kawamori, Yūma (* 1993), japanischer Fußballspieler
- Kawamoto, Akito (* 1990), japanischer Fußballspieler
- Kawamoto, Evelyn (1933–2017), US-amerikanische Schwimmerin
- Kawamoto, Katsuhiko (* 1966), japanischer Schauspieler und Synchronsprecher
- Kawamoto, Kihachirō (1925–2010), japanischer Animator von Puppenfilmen
- Kawamoto, Kōji (* 1972), japanischer Dirigent
- Kawamoto, Kōmin (1810–1871), japanischer Gelehrter (Westliche Wissenschaften – Rangaku)
- Kawamoto, Masahide (* 1971), japanischer Fußballspieler
- Kawamoto, Mitsuhiro (* 1971), japanischer Fußballspieler
- Kawamoto, Riyo (* 2001), japanischer Fußballspieler
- Kawamoto, Ryōji (* 1982), japanischer Fußballspieler
- Kawamoto, Shō (* 1993), japanischer Mittelstreckenläufer
- Kawamoto, Taiga (* 2006), japanischer Fußballspieler
- Kawamoto, Taizō (1914–1985), japanischer Fußballspieler
- Kawamura, Anri (* 2004), japanische Freestyle-Skisportlerin
- Kawamura, Genki (* 1979), japanischer Buchautor, Filmproduzent, Drehbuchautor und RegisseurGenki Kawamura (* 1979)

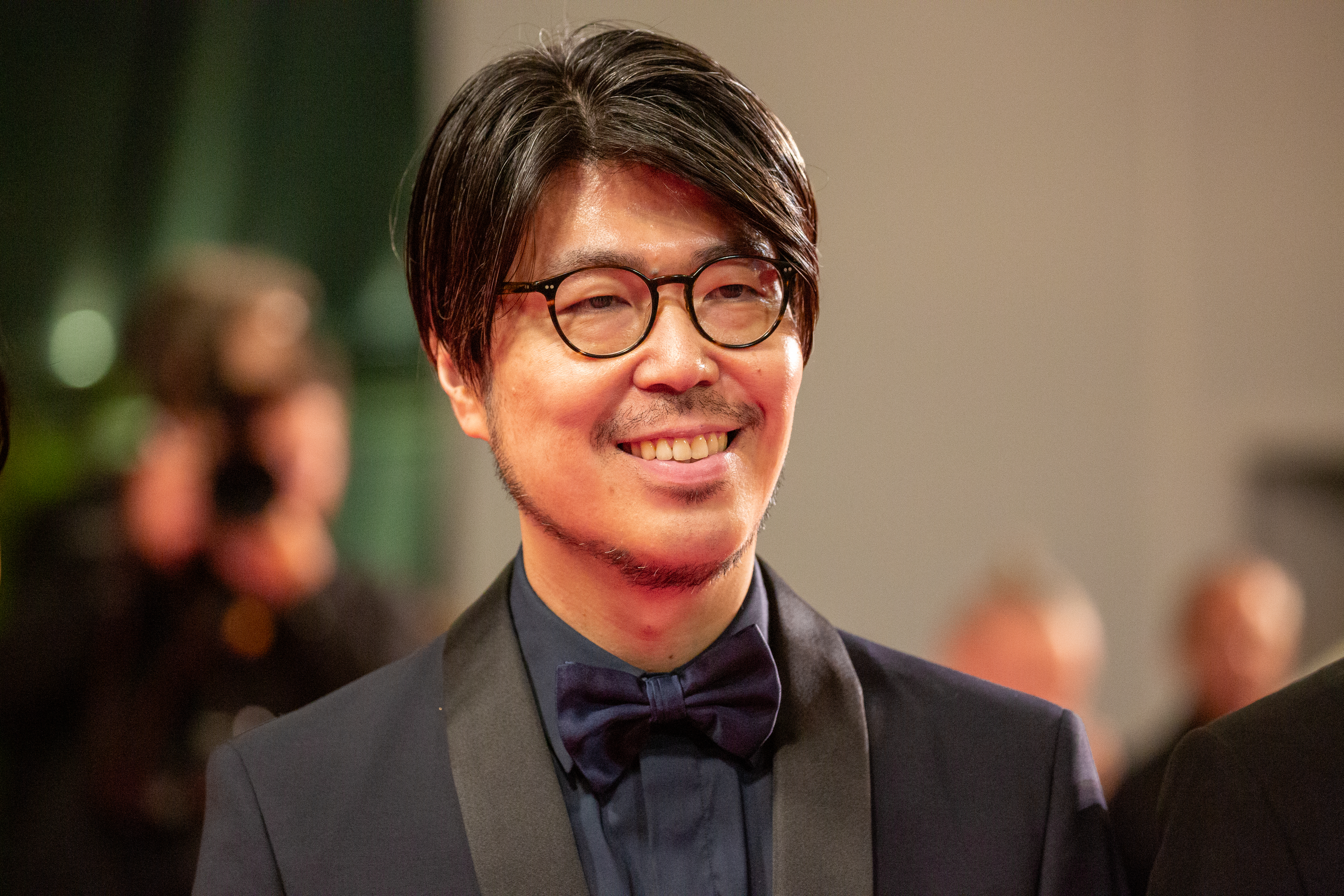
Genki Kawamura (* 1979)

- Kawamura, Jirō (1928–2008), japanischer Übersetzer, Literaturwissenschaftler und -kritiker
- Kawamura, Jun’ichi (* 1980), japanischer Fußballspieler
- Kawamura, Kageaki (1850–1926), japanischer Generalfeldmarschall
- Kawamura, Kazuki (* 1997), japanischer Mittelstreckenläufer
- Kawamura, Keito (* 1999), japanischer Fußballspieler
- Kawamura, Kiyoo (1852–1934), japanischer Maler des Yōga-Stils
- Kawamura, Mana (* 2001), japanische Tennisspielerin
- Kawamura, Mari (* 1988), japanische Fußballspielerin
- Kawamura, Maria (* 1961), japanische Synchronsprecherin (Seiyū)
- Kawamura, Minato (* 1951), japanischer Literatur- und Kulturwissenschaftler
- Kawamura, Samon (* 1973), deutsch-japanischer Musiker
- Kawamura, Shigemi, japanische Badmintonspielerin
- Kawamura, Sumiyoshi (1836–1904), japanischer Admiral und Politiker
- Kawamura, Takahiro (* 1979), japanischer Fußballspieler
- Kawamura, Takashi (* 1948), japanischer Politiker
- Kawamura, Takeo (* 1942), japanischer Politiker
- Kawamura, Takumi (* 2000), japanischer Fußballspieler
- Kawamura, Takumu (* 1999), japanischer Fußballspieler
- Kawamura, Terry Teruo (1949–1969), US-amerikanischer Militär
- Kawamura, Yasuo (1908–1997), japanischer Eisschnellläufer
- Kawamura, Yayo (* 1967), Illustratorin und Designerin
- Kawamura, Yū (* 1980), japanischer Fußballspieler
- Kawamura, Yūji, japanischer Skispringer
- Kawamura, Yūri (* 1989), japanische Fußballspielerin
- Kawamura, Zuiken (1618–1699), japanischer Unternehmer, Mariner und Techniker

#### Kawan
- Kawan, Herbert (1903–1969), deutscher Komponist und Dirigent
- Kawana, Albert (* 1956), namibischer Politiker und Minister
- Kawana, Rennosuke (* 2002), japanischer Fußballspieler
- Kawana-Waugh, Campbell-Kirk, neuseeländischer Fußballschiedsrichter
- Kawanabe, Kyōsai (1831–1889), japanischer Maler
- Kawanabe, Ryōsuke (* 1986), japanischer Fußballspieler
- Kawanabe, Takaya (* 1988), japanischer Fußballspieler
- Kawanaka, Kaori (* 1991), japanische Bogenschützin
- Kawanaka, Kenta (* 1997), japanischer Fußballspieler
- Kawanami, Gorō (* 1991), japanischer Fußballspieler
- Kawanishi, Hide (1894–1965), japanischer Maler und Holzschnitt-Künstler
- Kawanishi, Kōyō (* 1959), japanischer Astronom
- Kawanishi, Makoto (* 1996), japanischer Fußballspieler
- Kawanishi, Shōta (* 1988), japanischer Fußballspieler
- Kawanishi, Takashi, japanischer Fußballspieler
- Kawanishi, Takehiko (* 1938), japanischer Fußballspieler
- Kawanishi, Tsubasa (* 2002), japanischer Fußballspieler
- Kawano, Hiroki (* 1990), japanischer Fußballspieler
- Kawano, Junji (* 1945), japanischer Fußballspieler
- Kawano, Kazumasa (* 1970), japanischer Fußballspieler
- Kawano, Ken’ichi (* 1982), japanischer Fußballspieler
- Kawano, Kōta (* 2003), japanischer Fußballspieler
- Kawano, Masatora (* 1998), japanischer Geher
- Kawano, Ryōsuke (* 1994), japanischer Fußballspieler
- Kawano, Shin’ichi (* 1969), japanischer Fußballspieler
- Kawano, Takashi (* 1996), japanischer Fußballspieler

#### Kawao
- Kawaoka, Yoshihiro (* 1955), japanischer Virologe

#### Kawar
- Kawar, Nada (* 1975), jordanische Kugelstoßerin
- Kawara, On (1933–2014), japanischer Konzeptkünstler

#### Kawas
- Kawasaki, Chōtarō (1901–1985), japanischer Schriftsteller
- Kawasaki, Guy (* 1954), US-amerikanischer Autor, Unternehmer und Risikokapitalgeber
- Kawasaki, Ikki (* 1997), japanischer Fußballspieler
- Kawasaki, Jirō (* 1947), japanischer Politiker
- Kawasaki, Kazuya (* 1992), japanischer Zehnkämpfer
- Kawasaki, Kentarō (* 1982), japanischer Fußballspieler
- Kawasaki, Kiyotaka (* 1950), japanischer Diskuswerfer
- Kawasaki, Kyozi (1930–2021), japanischer theoretischer Physiker
- Kawasaki, Masaru (1924–2018), japanischer klassischer Flötist, Komponist, Dirigent und Hochschullehrer
- Kawasaki, Minoru (* 1958), japanischer Regisseur, Drehbuchautor und Produzent
- Kawasaki, Motoki (* 1979), japanischer Fußballspieler
- Kawasaki, Natsu (1889–1966), japanische Pädagogin und Feministin
- Kawasaki, Ryō (1947–2020), japanischer Jazzgitarrist und Komponist
- Kawasaki, Shian (* 1999), japanischer Fußballspieler
- Kawasaki, Shōko (1886–1977), japanischer Maler der Nihonga-Richtung
- Kawasaki, Shōzō (1837–1912), japanischer Industrieller und Schiffbauer
- Kawasaki, Shūhei (* 2001), japanischer Fußballspieler
- Kawasaki, Sōta (* 2001), japanischer Fußballspieler
- Kawasaki, Tomisaku (1925–2020), japanischer Kinderarzt
- Kawasaki, Yasumasa (* 1992), japanischer Fußballspieler
- Kawasaschwili, Ansor (* 1940), sowjetischer Fußballtorhüter, -trainer und Sportfunktionär
- Kawasato, Nobuhiro, japanischer Astronom
- Kawase, Akiko (* 1971), japanische Synchronschwimmerin
- Kawase, Akiko (* 1980), japanische Synchronsprecherin
- Kawase, Hasui (1883–1957), japanischer Holzschneider und großen Meister des japanischen Holzschnitts der Shin-Hanga-BewegungKawase Hasui (1883–1957)

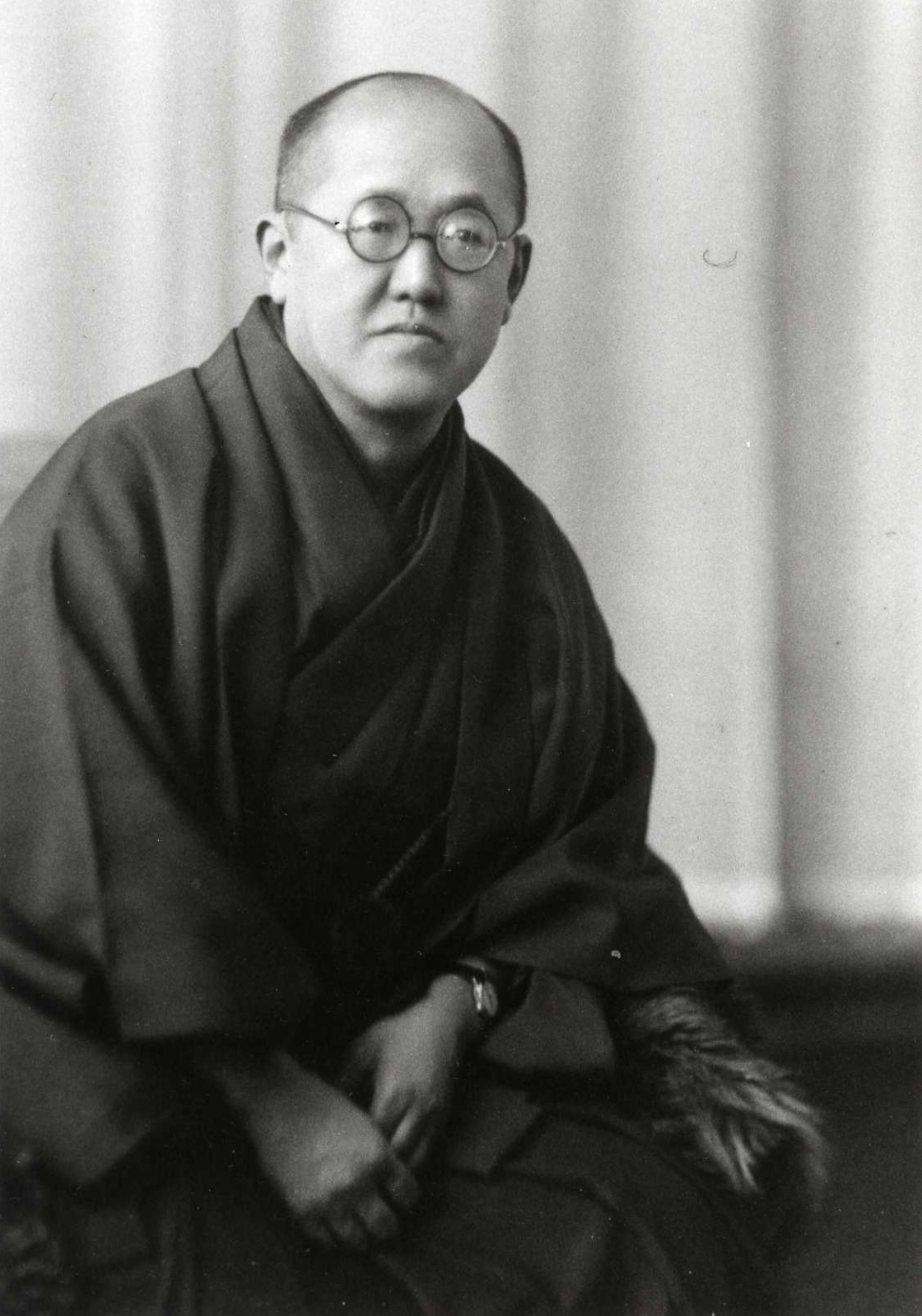
Kawase Hasui (1883–1957)

- Kawase, Naomi (* 1969), japanische Filmregisseurin, Filmproduzentin, Drehbuchautorin und Cutterin
- Kawase, Tomoko (* 1975), japanische Sängerin und Musikproduzentin
- Kawashima, Ai (* 1986), japanische Sängerin
- Kawashima, Daichi (* 1986), japanischer Fußballspieler
- Kawashima, Eiji (* 1983), japanischer Fußballtorhüter
- Kawashima, Hiroshi (* 1970), japanischer Boxer im Superfliegengewicht
- Kawashima, Katsushige (* 1974), japanischer Boxer im Superfliegengewicht
- Kawashima, Kosuke (* 2002), japanischer Fußballspieler
- Kawashima, Kozo (* 1926), japanischer Skispringer und Olympiateilnehmer
- Kawashima, Makoto (* 1979), japanischer Eishockeyspieler
- Kawashima, Naoko (* 1981), japanische Synchronschwimmerin
- Kawashima, Nobuyuki (* 1992), japanischer Fußballspieler
- Kawashima, Riichirō (1886–1971), japanischer Maler im Yōga-Stil
- Kawashima, Ryūta (* 1959), japanischer Neurowissenschaftler
- Kawashima, Shin’ya (* 1978), japanischer Fußballspieler
- Kawashima, Takeyoshi (1909–1992), japanischer Rechtsgelehrter
- Kawashima, Tōru (1970–2024), japanischer Fußballspieler
- Kawashima, Yoshiaki (* 1934), japanischer Marathonläufer
- Kawashima, Yoshiko (1907–1948), chinesische Mandschu-Prinzessin, Spionin im Dienst der japanischen Kwantung-Armee und des Staates MandschukuoKawashima Yoshiko (1907–1948)

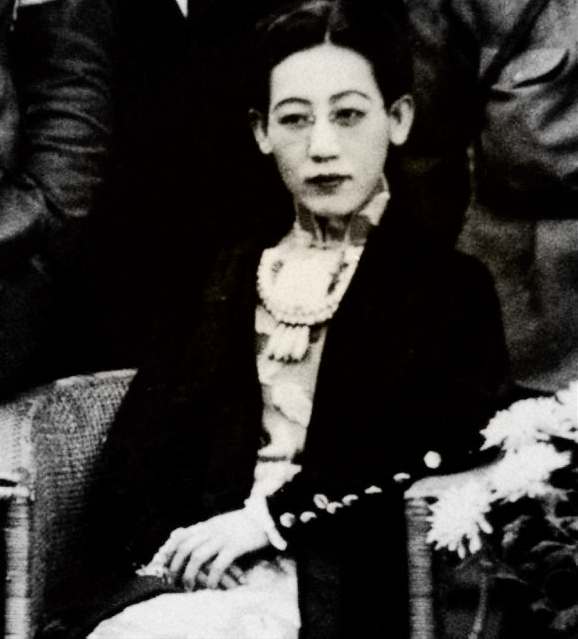
Kawashima Yoshiko (1907–1948)

- Kawashima, Yoshiko (* 1967), japanische Skeletonpilotin
- Kawashima, Yoshiyuki (1878–1945), japanischer General und Politiker
- Kawashima, Yūzō (1918–1963), japanischer Filmregisseur
- Kawashita, Mizuki, japanische Manga-Zeichnerin und Illustratorin
- Kawasoe, Masao (* 1945), japanischer Karatemeister
- Kawasser, Udo (* 1965), österreichischer Schriftsteller
- Kawasumi, Ayako (* 1976), japanische Synchronsprecherin und Sängerin
- Kawasumi, Nahomi (* 1985), japanische Fußballspielerin
- Kawasumi, Taeko, japanische Fußballspielerin

#### Kawat
- Kawata, Atsushi (* 1992), japanischer Fußballspieler
- Kawata, Ayaka (* 1999), japanische Leichtathletin
- Kawata, Kazuhiro (* 1982), japanischer Fußballspieler
- Kawata, Kento (* 1997), japanischer Fußballspieler
- Kawata, Kōhei (* 1987), japanischer Fußballspieler
- Kawata, Shūhei (* 1994), japanischer Fußballspieler
- Kawata, Yūki (* 1997), japanischer Bogenschütze
- Kawatake, Mokuami (1816–1893), japanischer Kabuki-Autor
- Kawatani, Nagi (* 2003), japanischer Fußballspieler
- Kawatani, Takuzo (1941–1995), japanischer Sänger und Schauspieler
- Kawaters, Corinna (* 1953), deutsche Schriftstellerin und verurteilte Terroristin
- Kawato, Daiki (* 1994), japanischer Fußballspieler
- Kawatsu, Kentaro (1914–1970), japanischer Schwimmer
- Kawatsura, Sōta (* 1989), japanischer Sprinter

#### Kawau
- Kawauchi, Yūki (* 1987), japanischer MarathonläuferYūki Kawauchi (* 1987)

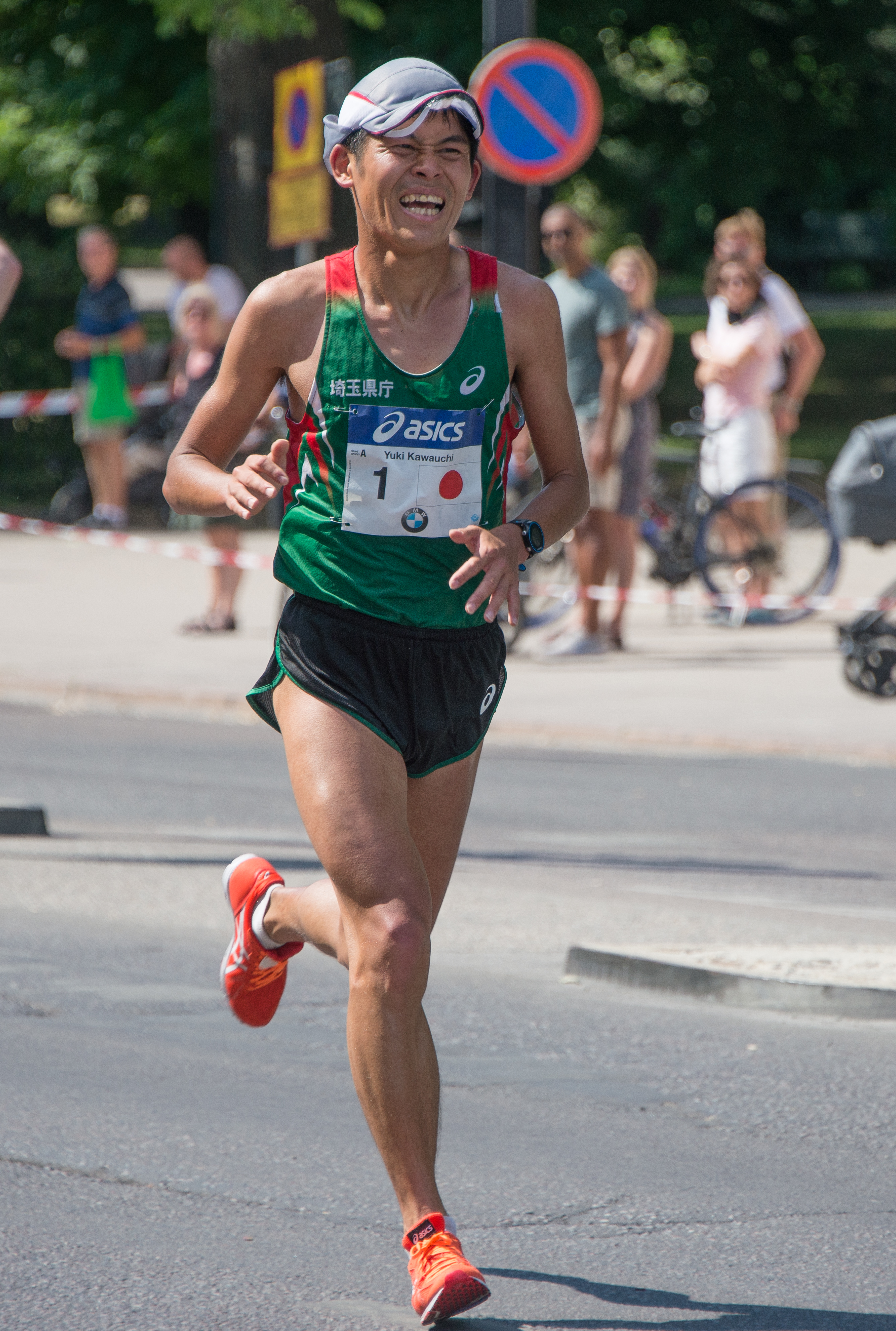
Yūki Kawauchi (* 1987)

#### Kawaw
- Kawawa, Rashidi (1926–2009), tansanischer Politiker; Premierminister (1972–1977)
- Kawawada, Emma (* 1991), japanische Regisseurin
- Kawawada, Minoru (* 1952), japanischer Karatekämpfer und Trainer

#### Kaway
- Kawaya, Andy (* 1996), belgischer Fußballspieler
- Kawaya, Esther (* 1958), kenianische Sprinterin

#### Kawaz
- Kawazu, Akitoshi (* 1962), japanischer Videospielentwickler
- Kawazu, Ryōichi (* 1992), japanischer Fußballspieler
- Kawazura, Akinari (* 1994), japanischer Fußballspieler

### Kawc
- Kawczynski, Daniel (* 1972), britischer Politiker
- Kawczynski, Rudko (* 1954), deutscher Politiker und Bürgerrechtler der Roma

### Kawe
- Kawe, Asiimwe Deborah (* 1973), Dramatikerin, Regisseurin, Performerin, Theatermacherin und Festival-Leiterin
- Kawecka-Gryczowa, Alodia (1903–1990), polnische Historikerin und Bibliothekarin
- Kawęcki, Radosław (* 1991), polnischer Rückenschwimmer
- Kawecki, Zdzisław (1902–1940), polnischer Offizier und Vielseitigkeitsreiter
- Kaweczinski, Alexander von (1785–1867), preußischer Generalleutnant
- Kaweczynski, Hugo von (1883–1945), deutscher Kameramann
- Kaweczynski, Konstantin Ernst Thilo von (1821–1898), königlich preußischer Generalmajor und zuletzt Kommandeur des 80. Infanterieregiments
- Kawelin, Konstantin Dmitrijewitsch (1818–1885), russischer Jurist und Hochschullehrer
- Kawelke, Jan (* 1992), deutscher JournalistJan Kawelke (* 1992)

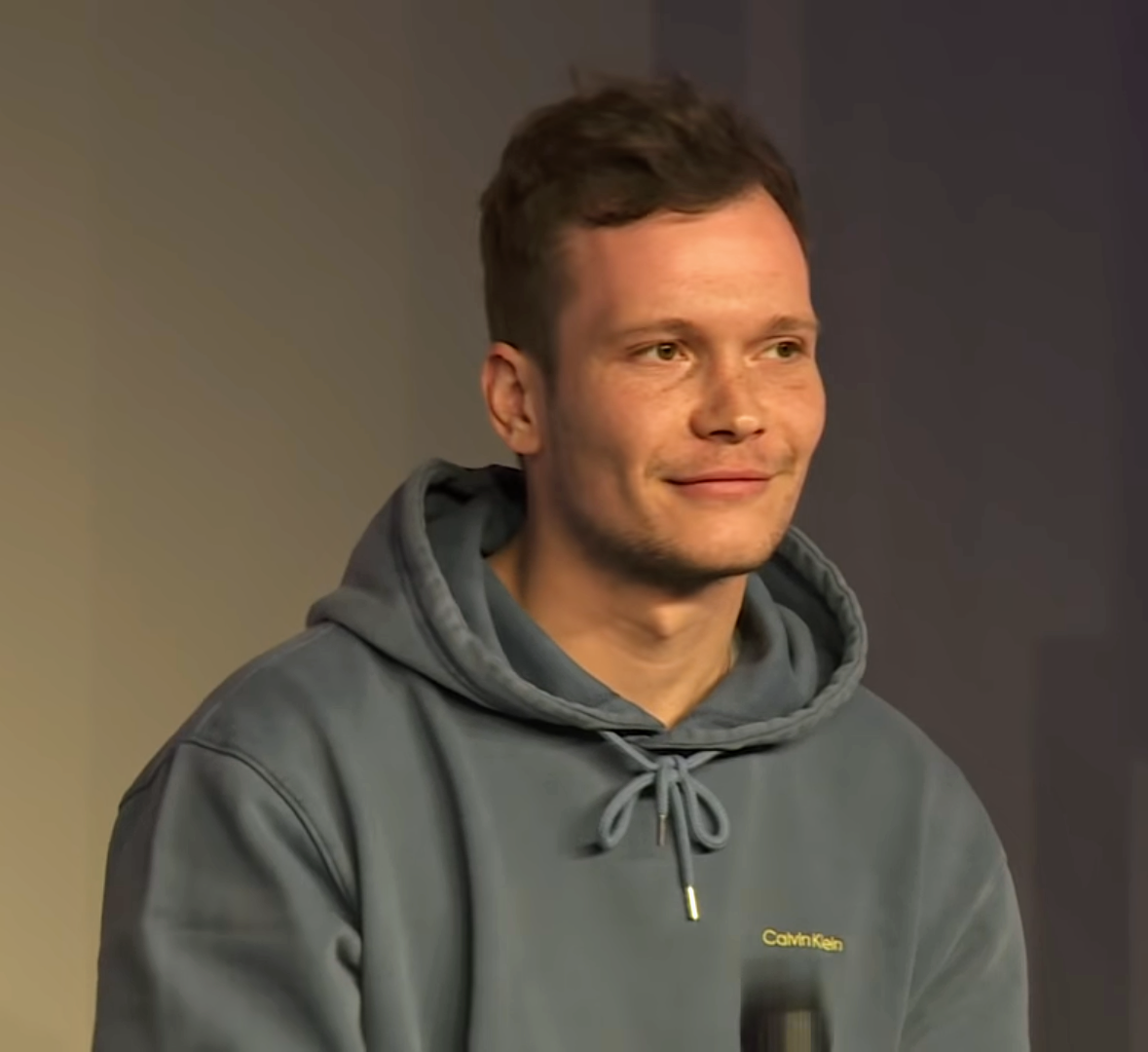
Jan Kawelke (* 1992)

- Kawelmacher, Hans (1891–1965), deutscher Kapitän zur See der Kriegsmarine und Oberregierungsrat
- Kawenoki, Guta (1919–1944), polnisch-jüdische Widerstandskämpferin
- Kawerau, Georg (1856–1909), deutscher Architekt und Bauforscher
- Kawerau, Gustav (1847–1918), deutscher evangelischer Theologe; Hochschullehrer in Kiel und Breslau
- Kawerau, Hermann (1852–1909), deutscher Musiker und Musikpädagoge
- Kawerau, Martin (1815–1874), deutscher Sportpädagoge und Kirchenmusiker
- Kawerau, Peter (1915–1988), deutscher Kirchenhistoriker
- Kawerau, Siegfried (1886–1936), deutscher Pädagoge und Schulreformer
- Kawerin, Pjotr Pawlowitsch (1794–1855), russischer Oberst
- Kawerin, Weniamin Alexandrowitsch (1902–1989), sowjetischer Schriftsteller, Jugendbuchautor
- Kawesa, Victoria (* 1975), schwedische Politikerin

### Kawi
- Kawila (1742–1816), 1. König der Chao-Chet-Thon-Dynastie
- Kawilarang, Corry, indonesische Badmintonspielerin
- Kawin Pitaksalee (* 2005), thailändischer Fußballspieler
- Kawin Thamsatchanan (* 1990), thailändischer Fußballspieler
- Kawina, Lidija Jewgenjewna (* 1967), russische Musikerin, Virtuosin auf dem Theremin
- Kawinski, Waltraud Markmann (1931–2012), deutsche Malerin, Grafikerin und Schriftstellerin
- Kawit, königliche Dame im Umfeld von Mentuhotep II.

### Kawl
- Kawlaschwili, Tinatin (* 1987), georgische Tennisspielerin

### Kawo
- Kawohl, Dieter (* 1958), deutscher Fußballspieler
- Kawohl, Julian (* 1979), deutscher Hochschullehrer
- Kawohl, Wolfram (* 1971), deutsch-schweizerischer Arzt für Psychiatrie und Psychotherapie

### Kawr
- Kawraiski, Wladimir Wladimirowitsch (1884–1954), sowjetischer Astronom und Kartograf

### Kaws
- KAWS (* 1974), US-amerikanischer Pop-Art-Künstler und Designer

### Kawt
- Kawtaradse, Nodar Malchasowitsch (* 1993), russischer Fußballspieler

### Kawu
- Kawukdschi, Fausi al- (1890–1977), arabischer Nationalist und Militärführer
- Kawulok, Jan (1946–2021), polnischer Skisportler und Skisprungtrainer
- Kawulok, Stanisław (* 1953), polnischer Nordischer Kombinierer
- Kawun, Maksym (* 1978), ukrainischer Historiker, Kulturologe, Publizist, Heimatforscher und Doktor der Geschichtswissenschaften
- Kawusi, Faisal (* 1991), deutscher KomikerFaisal Kawusi (* 1991)

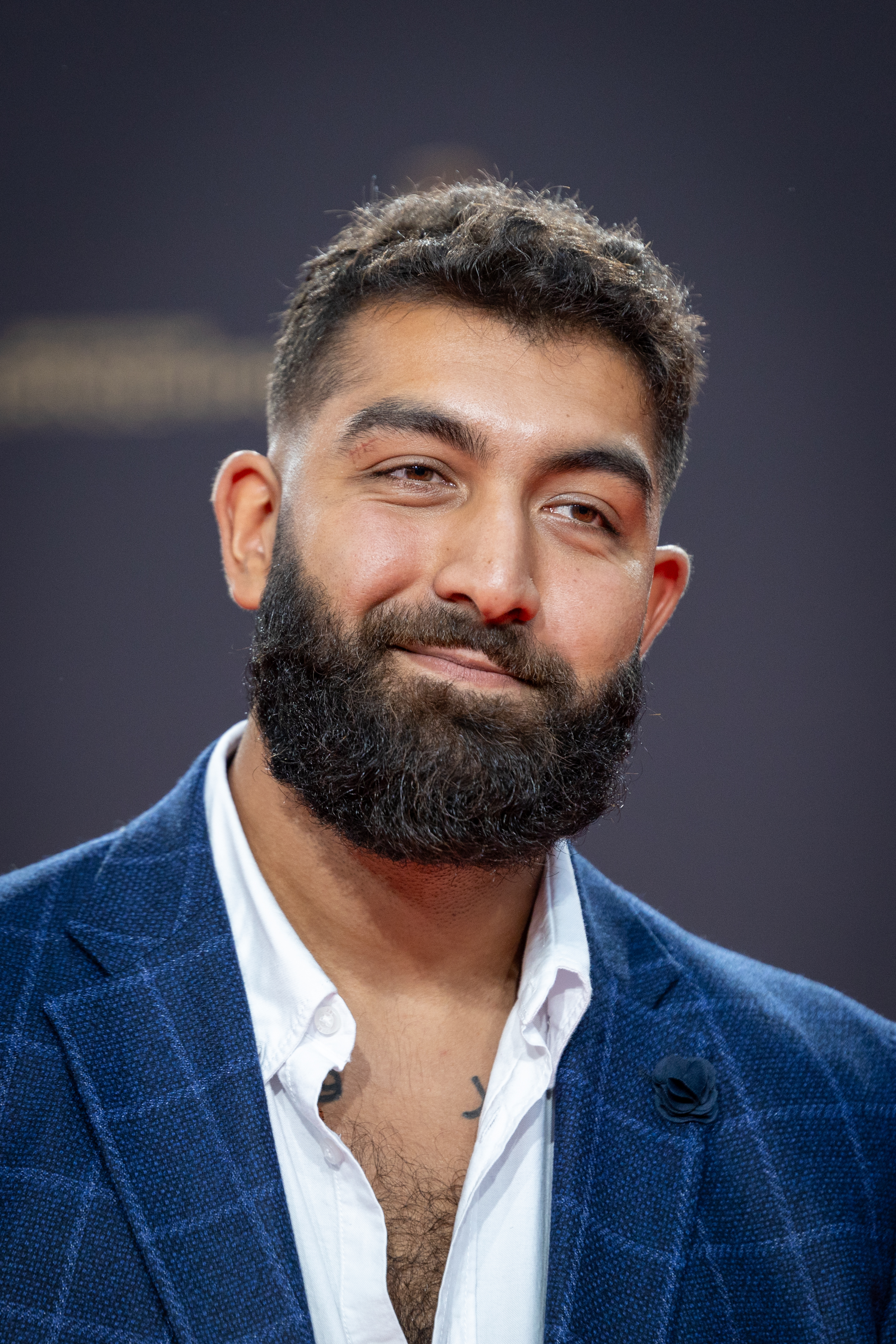
Faisal Kawusi (* 1991)

### Kawy
- Kawyrschyn, Jauhen (* 1986), russisch-belarussischer Eishockeyspieler